# Pašajski jezici
Pašajski jezici (pashayi), podskupina od četiri kunarska jezika šire dardske skupine kojim govori (108.000 govornika 1982) ljudi etničke grupe Pašaji na području Afganistana u provinciji Kunar. 
Predstavnici su: sjeveroistočni [aee], 54.400 (2000); sjeverozapadni [glh] (nepoznat broj); jugoistočni [psi], 54.400 (2000); jugozapadni [psh].

## Vanjske poveznice
- Ethnologue (14th)
- Ethnologue (15th)